# Перес де Маносальбас, Сантьяго
Сантьяго Перес де Маносальбас (исп. Santiago Pérez de Manosalbas, 23 мая 1830 — 5 августа 1900) — колумбийский преподаватель, писатель, журналист и политик.

## Биография
Родился в 1830 году в Сипакире; его родителями были крестьяне Фелипе Перес и Роса Маносальбас. В школе он и его брат Фелипе показали выдающиеся способности к учёбе, и когда её посетил с визитом министр образования Лоренсо Мария Льерас, то решил им помочь, и взял в столичный Высший Колледж дель Росарио, ректором которого являлся. Позднее Льерас основал Колледж Святого Духа, и взял Сантьяго Переса туда. Там Перес получил степень по юриспруденции, однако впоследствии никогда не работал в этой области.
Ещё во время учёбы в Колледже Святого Духа Сантьяго начал подрабатывать как преподаватель испанского языка и испанской литературы. Затем он стал журналистом и активно публиковал статьи в различных изданиях. В 1852 году стал секретарём географической экспедиции, составившей описание страны; впоследствии Перес написал об этой поездке мемуары «Apuntes de un viajero por Antioquia y el sur de la Nueva Granada». В 1857 году Сантьяго Перес основал вместе с братом Фелипе учебное заведение — Колледж братьев Перес.
В 1863 году участвовал в Конвенции в Рионегро, где была принята новая Конституция, преобразовавшая страну в Соединённые Штаты Колумбии. Мануэль Мурильо, выигравший в 1864 году первые президентские выборы в Соединённых Штатах Колумбии, сделал Переса министром внешних сношений. В 1867 году Сантьяго Перес участвовал в свержении диктатуры Москеры. В 1868—1873 годах был послом в США.
Принятая в 1863 году Конституция отменила в стране пост вице-президента, и ввела посты «Designado Presidencial» — первый (Primer), второй (Segundo) и третий (Tercer); занимающие эти посты люди должны были исполнять обязанности президента (в указанном порядке) в случае его отсутствия (а также невозможности исполнения президентских обязанностей предыдущим Designado Presidencial). В 1869 году Сантьяго Перес был избран Конгрессом одним из Designado Presidencial, и в этом качестве с 22 по 30 июня заменял президента Сантоса Гутьерреса.
В 1874 году Сантьяго Перес был избран новым президентом страны. Во время его двухлетнего срока началось строительство Северной железной дороги.
Во время президентства Рафаэля Нуньеса в знак протеста против его политики уехал в 1885—1891 годах в добровольную эмиграцию. В 1892 году возглавил либеральную партию.
Похоронен на Центральном кладбище Боготы.